# Gottfried Pulian
Johann Gottfried Pulian (* 27. Juli 1809 in Meißen; † 4. März 1875 in Düsseldorf) war ein deutscher Landschafts- und Architekturmaler.

## Leben und Werk
Pulian war der Sohn eines Seilmachers aus Meissen. Er erhielt zunächst Unterricht bei Heinrich Gotthelf Schaufuß und besuchte ab 1826 die Staatliche Zeichenschule in Meißen, wo er auch von 1828 bis 1829 Schüler von Adrian Ludwig Richter war. Anschließend studierte er bis 1832 an der Kunstakademie Dresden bei Carl August Richter. Von 1838 bis 1842 setzte er seine Studien an der Kunstakademie Düsseldorf bei Johann Wilhelm Schirmer fort.
Pulian wirkte bis zu seinem Tod 1875 in Düsseldorf. Er war Gründungsmitglied des Düsseldorfer Künstlervereins Malkasten, mit dem er zwischen 1848 und 1875 gemeinschaftlich ausstellte.

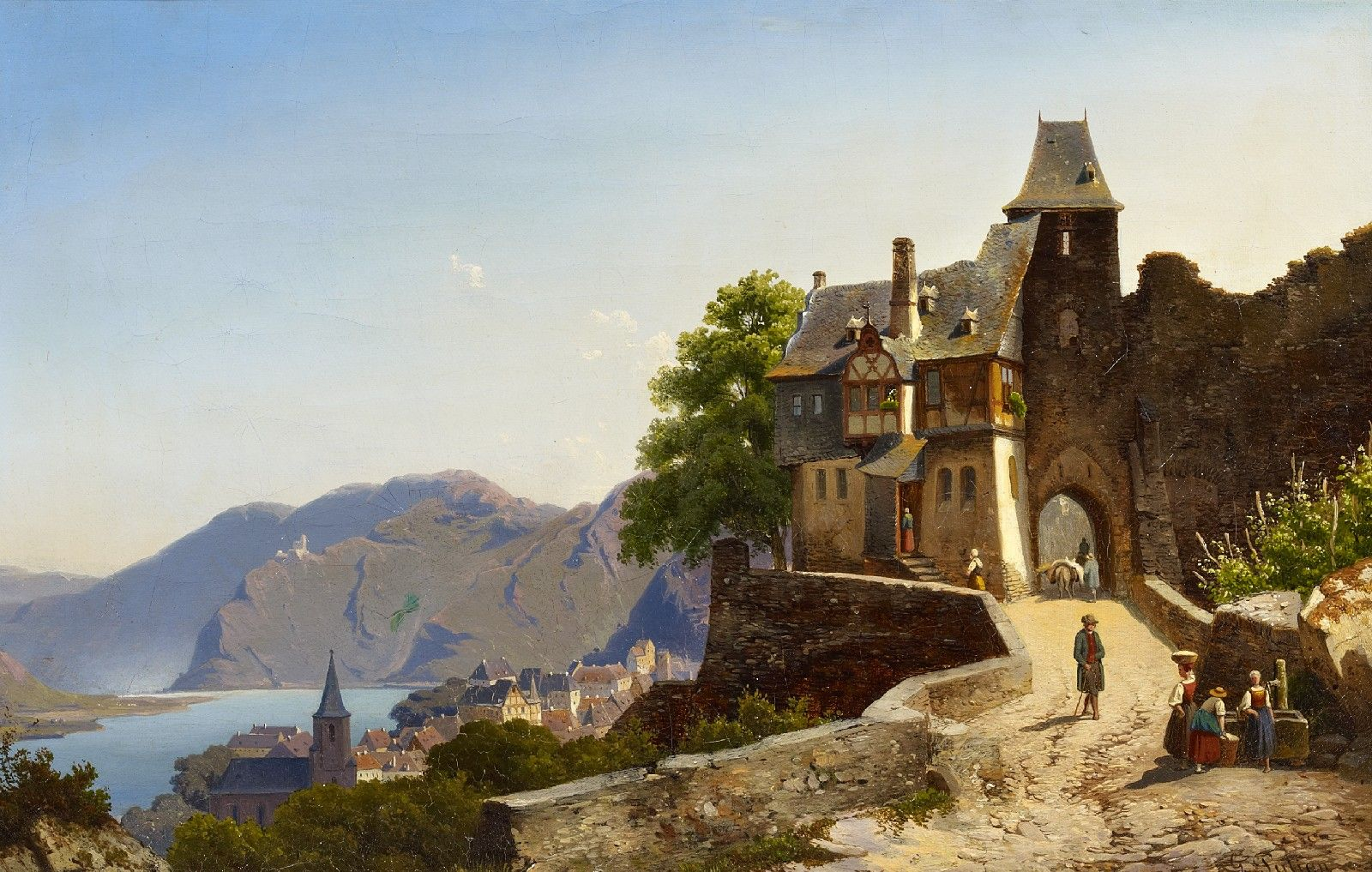
Gottfried Pulian: Landschaft bei Cochem an der Mosel, 1858

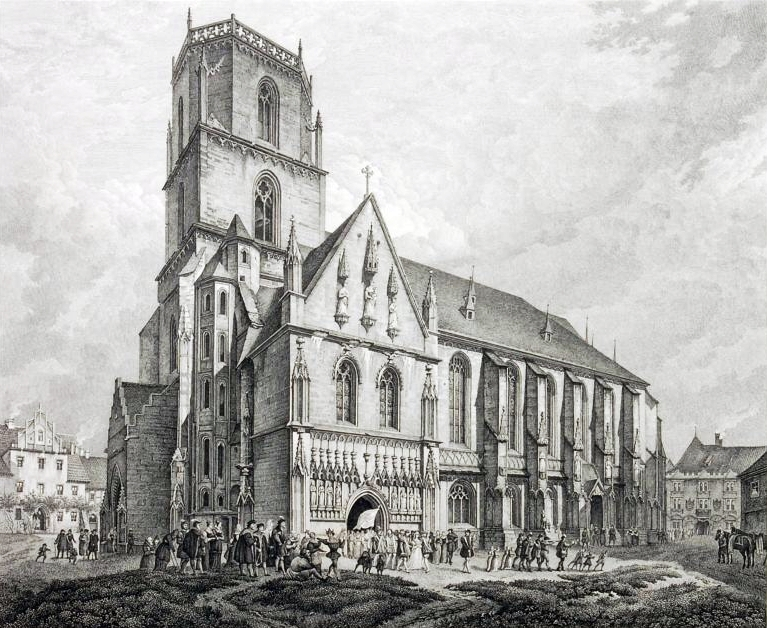
Stich der Zwickauer Marienkirche von Christian Gottlob Hammer nach einer Vorlage von Pulian

Er malte Ansichten der Landschaften am Mittel- und Niederrhein, der belgischen Niederlande, Oberbayerns und des Salzburger Landes. Wie es für Vertreter der Düsseldorfer Schule üblich war, malte Pulian in plein-air, meistens Ölskizzen, auf deren Basis er in seinem Atelier später das einzelne Werk ergänzte.
Werke (Auswahl)
- Der Dom zu Limburg an der Lahn Öl auf Leinwand, mehrere Ausführungen (1842,[4] das Gemälde mit den Abmessungen 150 × 127 cm[5] befand sich ehemals im Besitz seiner Majestät des Kaisers und Königs Wilhelm[6])
- Am Lommatzscher Thor und Inneres Görnisches Thor[3]
- Burg Eltz[7]

## Galerien
Die Werke Pulians sind u. a. im Besitz des Düsseldorfer Kunstmuseums, von Museen in Aachen, Bonn, Kiel, Mönchengladbach sowie in der Nationalgalerie Berlin und im Kunsthaus Zürich. Das vermutlich größte Konvolut an Werken Pulians bewahrte bis 1942 das Suermondt-Ludwig-Museum Aachen. Zum Schutz vor Bombenangriffen ab 1942 in die Albrechtsburg nach Meißen ausgelagert, gelangten sie nach dem Zweiten Weltkrieg auf unbekannten Wegen in die Sowjetunion und galten bisher als verschollen. Mindestens 30 Werke tauchten 2008 im Kunstmuseum Simferopol in einer Beutekunst-Ausstellung auf und sind seitdem dort zu sehen.